# Paskašija
Paskašija (izvirno srbsko Паскашија; bolgarsko Паскашия) je naselje v Srbiji, ki upravno spada pod Občino Dimitrovgrad; slednja pa je del Pirotskega upravnega okraja.

## Demografija
V naselju živi 11 polnoletnih prebivalcev, pri čemer je njihova povprečna starost 56,4 let (53,5 pri moških in 59,9 pri ženskah). Naselje ima 6 gospodinjstev, pri čemer je povprečno število članov na gospodinjstvo 1,83.
To naselje je v glavnem bolgarsko (glede na popis iz leta 2002), a v času zadnjih treh popisov je opazno zmanjšanje števila prebivalcev.
|  |

| Demografija | Demografija     | Demografija     |
| Leto        | Št. prebivalcev | Št. prebivalcev |
| ----------- | --------------- | --------------- |
|             |                 |                 |
|             |                 |                 |
|             |                 |                 |
|             |                 |                 |
| 1948        | 230             |                 |
| 1953        | 217             |                 |
| 1961        | 146             |                 |
| 1971        | 94              |                 |
| 1981        | 56              |                 |
| 1991        | 30              | 30              |
| 2002        | 11              | 11              |
|             |                 |                 |

| Etnična sestava po popisu iz leta 2002 | Etnična sestava po popisu iz leta 2002 | Etnična sestava po popisu iz leta 2002 | Etnična sestava po popisu iz leta 2002 | Etnična sestava po popisu iz leta 2002 |
| -------------------------------------- | -------------------------------------- | -------------------------------------- | -------------------------------------- | -------------------------------------- |
| Bolgari                                | Bolgari                                |                                        | 10                                     | 90,90%                                 |
| Srbi                                   | Srbi                                   |                                        | 1                                      | 9,09%                                  |
| Neznano                                | Neznano                                |                                        | 0                                      | 0,0%                                   |